# Fitero
Fitero ist eine Kleinstadt und eine Gemeinde (municipio) mit 2.222 Einwohnern (Stand: 2024) im Südwesten der  autonomen Gemeinschaft Navarra in Spanien.

## Lage und Klima
Der Ort Fitero liegt am Río Alhama ca. 25 km (Fahrtstrecke) westlich der Stadt Tudela in einer Höhe von ca. 420 m. Das Klima ist gemäßigt bis warm; Regen (ca. 480 mm/Jahr) fällt hauptsächlich im Winterhalbjahr.

## Bevölkerungsentwicklung
| Jahr      | 1857  | 1900  | 1950  | 2000  | 2018  |
| Einwohner | 2.593 | 3.469 | 2.683 | 1.960 | 2.017 |

Infolge der Mechanisierung der Landwirtschaft, der Aufgabe bäuerlicher Kleinbetriebe und des daraus resultierenden geringeren Arbeitskräftebedarfs ist die Einwohnerzahl der Gemeinde seit Beginn des 20. Jahrhunderts deutlich zurückgegangen (Landflucht).

## Wirtschaft
Grundlage des Lebens und Überlebens der jahrhundertelang weitgehend als Selbstversorger lebenden Bewohner von Fitero war und ist die Landwirtschaft, zu der natürlich auch die Viehzucht gehörte. Knapp zwei Drittel der Gemeindefläche sind bewaldet und werden in geringem Umfang forstwirtschaftlich genutzt. Der Weinbau spielt eine eher untergeordnete Rolle.

## Geschichte

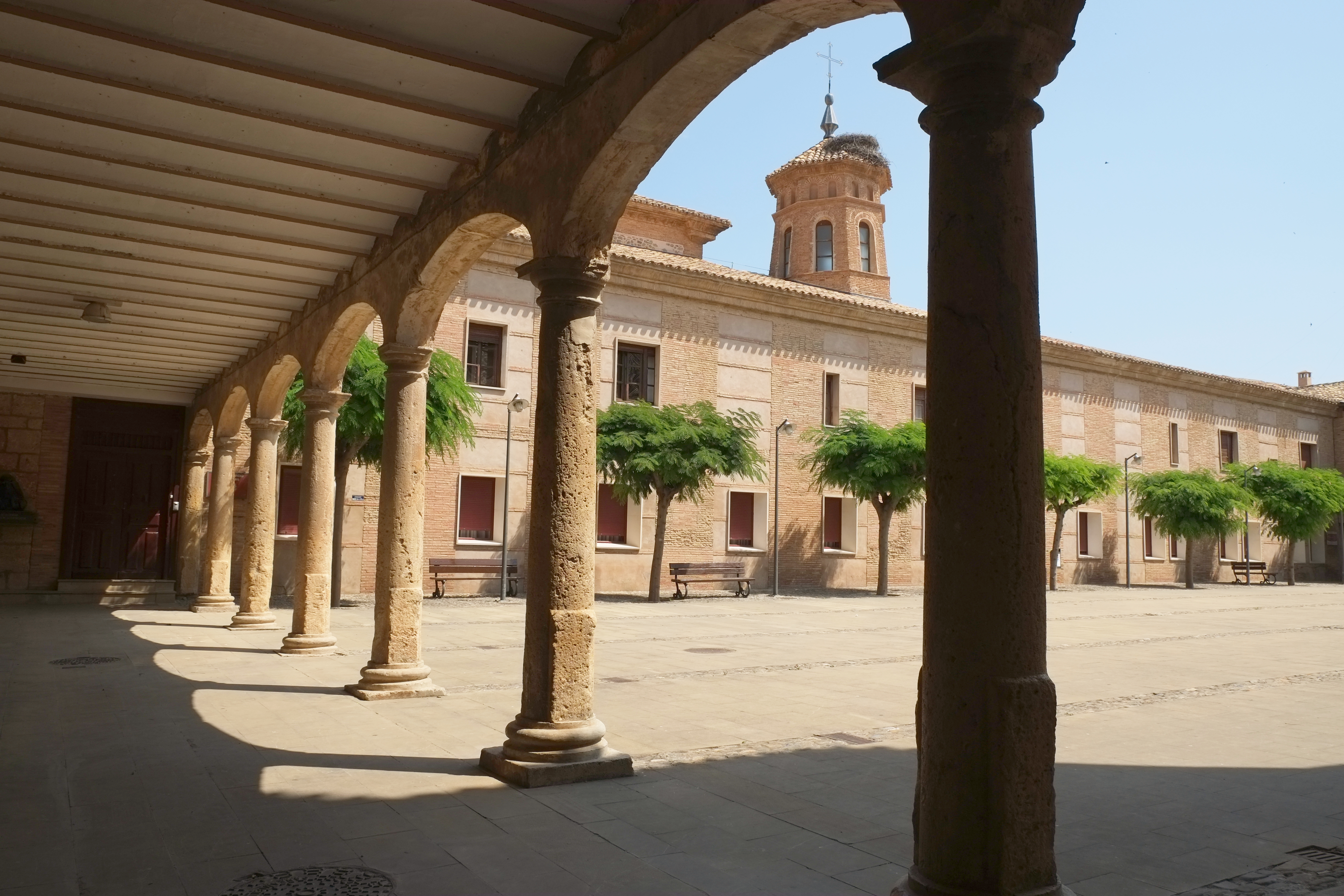
Kreuzgang (claustro)

Kelten bzw. Keltiberer, Römer, Westgoten und selbst die Mauren haben kaum Spuren auf dem Gebiet der Gemeinde hinterlassen; Römer und Mauren nutzten jedoch die ca. 4 km westlich gelegenen Thermalquellen. Das 11. Jahrhundert ist gekennzeichnet durch die christliche Rückeroberung (reconquista) und Wiederbesiedlung (repoblación) der Gegend, die bis zum Frieden von Almazán (1375) gleichermaßen vom Königreich Aragón und von Kastilien beansprucht wurde. Um die Mitte des 12. Jahrhunderts gründeten die Zisterzienser hier ein Kloster. Der Ort entstand erst ab dem Jahr 1482.

## Sehenswürdigkeiten
- Wichtigste Sehenswürdigkeit des Ortes ist das um die Mitte des 12. Jahrhunderts entstandene Kloster Santa María La Real mit seiner romanischen Kirche, dem frühgotischen Kapitelsaal und der halbmodernen Bibliothek.[6]
- Das oberhalb des Ortes gelegene Castillo de Tudején entstand auf dem Gelände eines keltiberischen Castrums. Es existierte bis ins 16. Jahrhundert, ist jedoch heute bis auf wenige Reste zerstört.
- In der Nähe befindet sich die legendenumwobene Höhle der Cueva de la Mora.[7]